# Vau de Chalvanha
Vau de Chalvanha (en francès Val-de-Chalvagne) és un municipi francès que pertany al departament francès Alps de l'Alta Provença i a la regió Provença-Alps-Costa Blava.

## Origen
El municipi es va formar en fusionar-se les poblacions de Castellet-Saint-Cassien, Montblanc i Villevieille el 1973, prenent el nom de Val de Chalvagne. El 1999 tenia 48 habitants.
- Castellet-Saint-Cassien apareix per primer cop en documents del segle xiii, i rep el nom del castell dels Glandèves (senyor del lloc a partir de 1231 i fins a la Revolució Francesa.
- Montblanc apareix documentat per primer cop cap al 1200.
- Villevieille apareix per primer cop en documents de 1137. Durant la Revolució Francesa, s'hi va crear una societat patriòtica.

## Demografia
| Evolució de la població |      |      |      |      |      |      |      |      |
| 1793                    | 1800 | 1806 | 1821 | 1831 | 1836 | 1841 | 1846 | 1851 |
| 47                      | 70   | 80   | 56   | 139  | 106  | 89   | 82   | 83   |

| 1856 | 1861 | 1866 | 1872 | 1876 | 1881 | 1886 | 1891 | 1896 |
| ---- | ---- | ---- | ---- | ---- | ---- | ---- | ---- | ---- |
| 90   | 90   | 90   | 86   | 71   | 75   | 74   | 62   | 68   |

| 1901 | 1906 | 1911 | 1921 | 1926 | 1931 | 1936 | 1946 | 1954 |
| ---- | ---- | ---- | ---- | ---- | ---- | ---- | ---- | ---- |
| 81   | 55   | 50   | 40   | 44   | 41   | 44   | 45   | 37   |

| 1962 | 1968 | 1975 | 1982 | 1990 | 1999 | 2006 | 2011 | 2016 |
| ---- | ---- | ---- | ---- | ---- | ---- | ---- | ---- | ---- |
| 21   | 11   | 52   | 68   | 38   | 48   | -    | -    | -    |

| 2019 | - | - | - | - | - | - | - | - |
| ---- | - | - | - | - | - | - | - | - |
| -    | - | - | - | - | - | - | - | - |

## Administració
| Període   | Identitat       | Partit |
| --------- | --------------- | ------ |
| 1973-2001 | Germaine Léon   |        |
| 2001-     | Christian Gatti |        |